# 알씨
알씨(ALSee)은 이스트소프트에서 개발한 이미지 뷰어 프로그램이다. 알툴즈 시리즈 중 하나로 디지털 카메라로 찍은 사진을 보고 관리하는 데 이용할 수 있다. 이미지 파일 크기를 줄이거나, 회전, 색 조절, 일괄 이름 변경 등의 간단한 편집도 할 수 있다. 사진 인화 서비스, 휴대폰 배경화면으로 사진을 전송하는 서비스, 사진과 음악을 곁들여 동영상을 만들 수 있고, 용량이 큰 사진 파일을 웹앨범으로 만들어 주거나 전자 메일로 전송해 주는 부가 서비스도 제공한다.

## 주요 기능
- BMP, GIF, JPG, PNG, TIF, IMG, PSD를 비롯한 24 종류의 이미지 파일을 볼 수 있다.
- 이미지 해상도 또는 화면 크기, 배율 조정(일시적 확대/축소) 에 따라 다양한 보기 옵션이 있다.
- 사진 자동회전을 통해 디지털 카메라 정보를 가진 이미지를 자동으로 회전해서 보여 준다.
- 압축된 이미지 파일을 압축 해제하지 않고 볼 수 있다.
- 포맷 변환, 회전, 크기변경, 자르기, 색조절, 액자, 글자쓰기 등의 편집기능을 제공한다.
- 일괄편집 기능으로 많은 사진을 한꺼번에 이름 바꾸기, 회전, 포맷 변환을 할 수 있다.
- 무료 웹 앨범(300MB), 동영상 만들기, 인화 서비스(알씨네사진관), 휴대폰 사진전송 제공.
- 사진을 보면서 이메일로 사진보내는 기능 제공(받는 사람이 다운로드 할 필요 없이 알씨네사진관 웹 앨범으로 이동하여 사진을 보고, 내려받을 수 있다.
- 꾸미기 기능 제공 : 자르기, 색조절, 글자쓰기, 말풍선, 액자, 도장, 적목제거, 수평맞춤
- 다양한 확장 기능과 서비스 : 윈도우 바탕 화면 설정 기능, 인쇄하기, 윈도우 탐색기에서 실행, 캐시 파일 지우기 기능 등
- SNS 사진 공유 : 알씨로 보고 있던 사진을 트위터, 페이스북, 미니홈피로 업로드가 가능하다.
- PrtScr키나 알캡처 혹은 다른 캡처프로그램을 통해 클립보드에 복사 된 이미지를 알씨에서 볼 수 있다.(보기-복사한 이미지 보기  또는 ctrl+v)
- '알캡처'라는 개별 프로그램이 추가되어 캡처기능이 추가되었다.(v6.7이상)

## 이스터 에그
알씨 목록보기 화면에서 ctrl을 누른상태로 마우스 우클릭하면 탐색기 메뉴를 볼 수 있어 별도의 탐색기창을 열지 않아도 압축파일 풀기나 연결프로그램 찾기등이 가능하다.

## 같이 보기
- 피카사
- 꿀뷰